# Synagoge (Rychnov nad Kněžnou)
Koordinaten: 50° 9′ 45,6″ N, 16° 16′ 34,3″ O

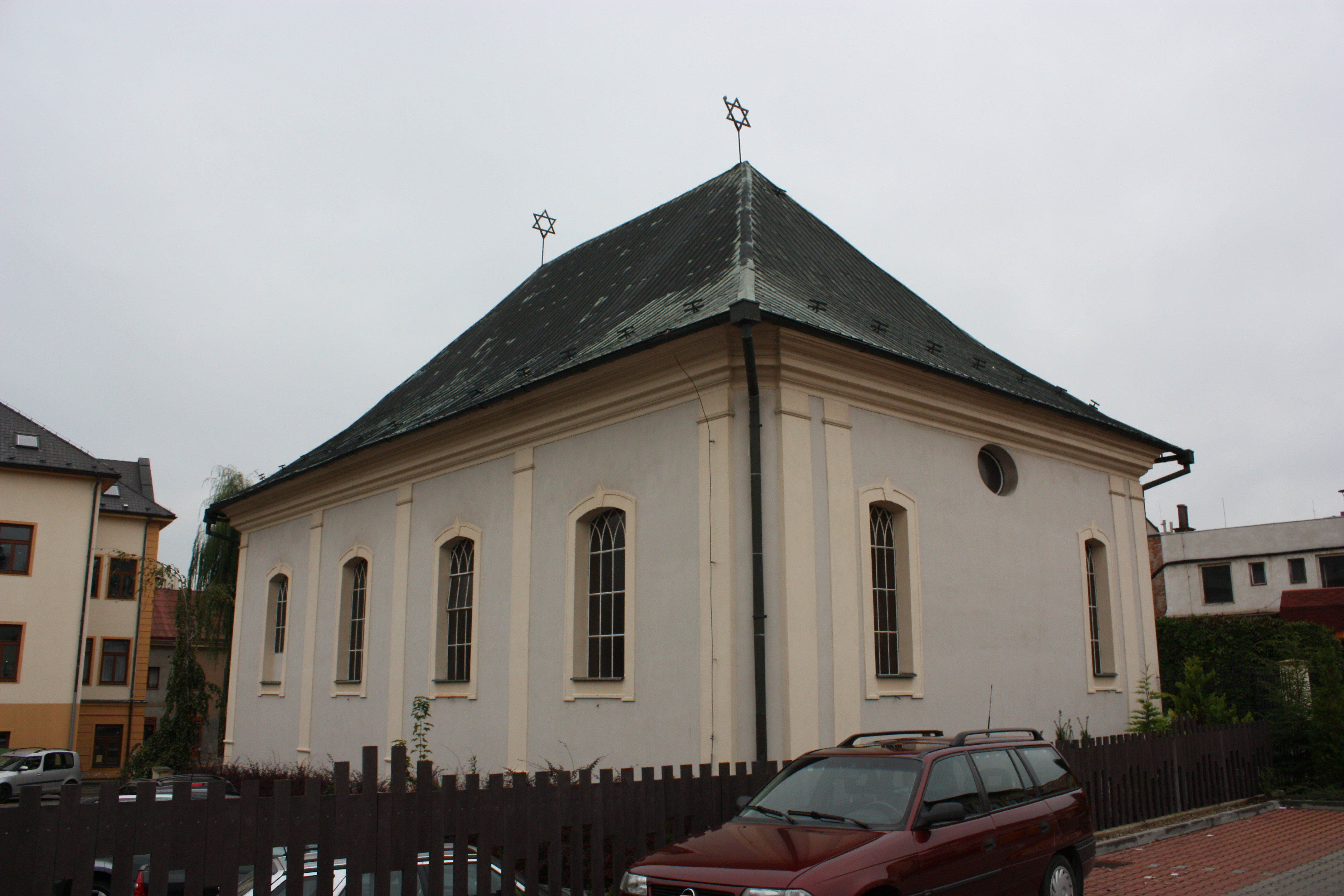
Synagoge in Rychnov nad Kněžnou

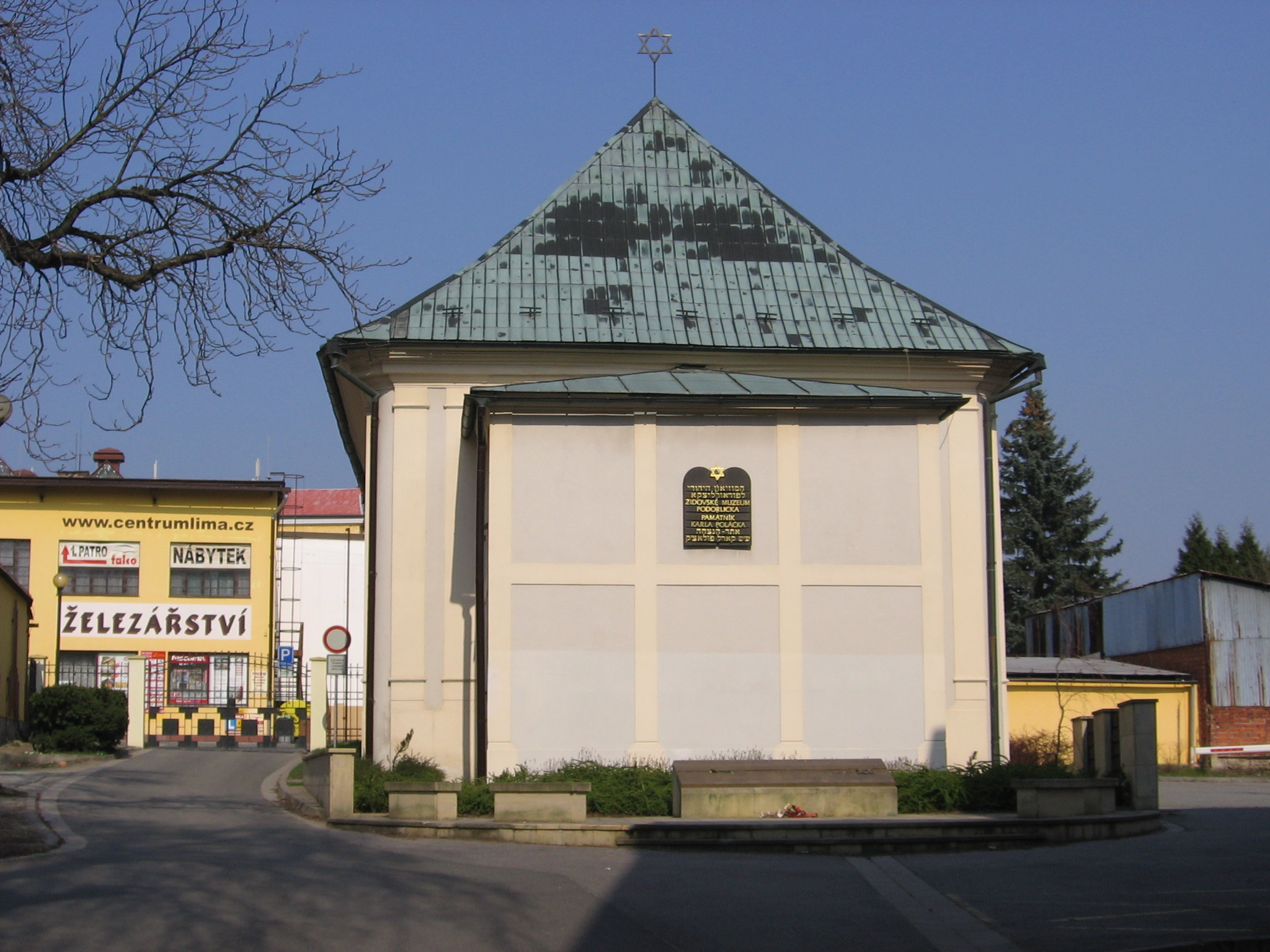
Rückseite mit Gedenktafel

Die Synagoge in Rychnov nad Kněžnou (deutsch Reichenau an der Knieschna), einer Stadt im Královéhradecký kraj in Tschechien, wurde 1781/82 errichtet. Die profanierte Synagoge ist seit 1988 ein geschütztes Kulturdenkmal.

## Geschichte
Nach einem Brand im Jahr 1830 wurde das Gebäude wiederhergestellt.
Während der deutschen Okkupation wurde die Synagoge geplündert und die Inneneinrichtung völlig zerstört.
Im restaurierten Synagogengebäude, das während der kommunistischen Zeit zweckentfremdet wurde, ist seit Mitte der 1990er Jahre die Karel-Poláček-Gedenkstätte untergebracht und eine Dauerausstellung zur jüdischen Geschichte der Region zu sehen. Seit 2002 erinnert eine Gedenktafel an die Opfer der Shoah.